# Crioprosopus amoenus
Crioprosopus amoenus là một loài bọ cánh cứng trong họ Cerambycidae.